# Ilha Manus
A ilha Manus é uma ilha da Papua-Nova Guiné. Faz parte da província de Manus e é a maior ilha das Ilhas do Almirantado, e a quinta maior ilha da Papua-Nova Guiné, com 2100 km², e 100 km de comprimento por 30 km de largura. Está coberta de bosques húmidos tropicais de terras baixas.
O ponto mais alto da ilha de Manus é o Monte Dremsel com 718 metros de altitude, no centro da costa sul. Manus é de origem vulcânica, e provavelmente emergiu da superfície do oceano em finais do Mioceno, há 8 a 10 milhões de anos. O substrato da ilha é vulcânico.
Manus tem mais de 50000 habitantes, segundo o censo de 2011. A capital da província de Manus, Lorengau, fica nesta ilha.
Na ilha é endémica a espécie Papustyla pulcherrima.